# Szent Romuald
Szent Romuald (Ravenna, 951 vagy 952 – Val di Castro, 1025 vagy 1027. június 19.) a kamalduli rend megalapítója, a 11. században elterjedő remetemozgalmak egyik központi alakja.

## Élete
Életrajzírója, Damiani Péter szerint Romuald Ravennában született, az arisztokrata Onesti-családban. Hasonlóan a többi nemes ifjúhoz, Romuald is léha és fényűző életet élt 20 éves koráig, míg egyszer végig nem nézte, ahogy apja, Sergius párbajban megölt egy embert. A feldúlt Romuald ennek hatására Szent Apollinaris monostorába menekült, ahol szerzetes lett. Három évvel később azonban kivonult a kolostorból, és egy elhagyott szigeten remete lett, egy idősebb szerzetes, Marinus társaságában.
Romuald hamarosan olyan tekintélyre tett szert, hogy rávette a velencei dózsét, I. Orseolo Pétert, hogy hagyja el világi életét, és álljon ő is szerzetesnek. Orseolo Péter Barcelona mellett Romualddal és Marinusszal Cuxai Szent Mihály kolostora mellett remeteközösséget hozott létre.
III. Ottó biztatására egy kolostor apátja lett, azonban a szerzetesek ellenállása miatt le kellett mondania reformjai bevezetéséről. Hamarosan az apáti tisztről is lemondott, majd visszavonult remeteségében Toszkána területén hozott létre számos remeteközösséget. Ezek közül kiemelkedik Fonte Avellana (1012 körül), és Camaldoli (1023 körül). Állítólag olyan nagy tisztelet övezte, hogy Rainer toszkánai őrgróf sem elküldeni, sem tekintetét állni nem volt képes. Romuald az általa alapított Val di Castro közösségben halt meg 1027 körül. Ünnepnapja minden évben halálának napja: június 19.

## Tanítása
Romuald három keresztényi tradíciót ötvözött szerzetesi-remetei gyakorlatában: Szent Apollinaris monostorának a cluny-i reformokat követő bencés, Marinusnak az ír kereszténységből származó remete, és a helyi ibér tradíciókat ötvözte össze új tanításban, és hozott létre új szerzetesrendet, a kamaldulit. Az új rend jellegzetessége, hogy egyesíti a kontemplációra, elmélkedésre lehetőséget adó remeteélet elszigeteltségét a bencés regula által előírt közösségi életformával. A szerzetesek eleinte közösen is tevékenykedtek, majd visszavonultak cellaházaikba. Idővel azonban a cellaházakba való visszavonultságban töltött elmélkedés töltötte ki leginkább az életüket.
Fehér barátoknak, illetve fehér bencéseknek is nevezték a kamalduliakat, fehér csuhájuk miatt. Jellegzetes a hajviseletük is, ugyanis a fejtetőt borotválják, ezzel szemben a tarkójukon rövidre vágva meghagyják hajukat. Ezt a hajviseletet egészíti ki a szakáll. Jellegzetes a némasági fogadalmuk: egymással nem kommunikálhattak, és nem érintkezhettek a külvilággal sem,  december 28. és január 2. közötti napok kivételével, amikor a refektóriumban  gyűltek össze, máskor azonban cellaházuk telkét is csak engedéllyel volt szabad elhagyniuk.
Magyarországra a XVII. században telepedtek be, leghíresebb hazai kolostoruk Majkon található.